# 長谷川敦士
長谷川 敦士（はせがわ あつし、1973年4月12日 - ）は、日本の情報アーキテクト。

## 経歴
株式会社コンセント 代表取締役社長。
1973年、山形県上山市生まれ。東北大学理学部物理学第二科卒業。東北大学大学院理学研究科物理学専攻博士前期課程修了（理学修士：素粒子物理学）。東京大学大学院総合文化研究科広域科学専攻博士課程修了（学術博士：認知科学）。ネットイヤーグループ株式会社を経て、2002年株式会社コンセントを設立、代表取締役に就任。武蔵野美術大学武蔵野美術大学 造形構想学部／大学院造形構想研究科 主任教授。Service Design Network Japan Chapter共同代表。NPO法人 人間中心設計推進機構（HCD-Net）副理事長。情報アーキテクチャアソシエーションジャパン（IAAJ）主宰。

## 著書等

### 著書
- 『IA100 ユーザーエクスペリエンスデザインのための情報アーキテクチャ設計（BNN新社）』

### 監訳書
- 『THIS IS SERVICE DESIGN THINKING. Basics - Tools - Cases 領域横断的アプローチによるビジネスモデルの設計（BNN新社）』
- 『今日からはじめる情報設計 -センスメイキングするためのステップ-（BNN新社）』
- 『デザイニング・ウェブナビゲーション（オライリージャパン）』

### 監修
- 『デザイン組織のつくりかた - デザイン思考を駆動させるインハウスチームの構築＆運用ガイド（BNN新社）』 ISBN 978-4802510837